# Пам'ятник Михайлові Ломоносову (Дніпро)
Пам'ятник Михайлові Ломоносову — колишній пам'ятник радянської доби російському діяча Михайла Ломоносова, що існував у місті Дніпро у 1971—2023 рр.

## Загальна інформація
Скульптор Олександр Ситник, архітектори Г. І. Панафутін, В. С. Положій. Відкритий 1971 року.

## Історія

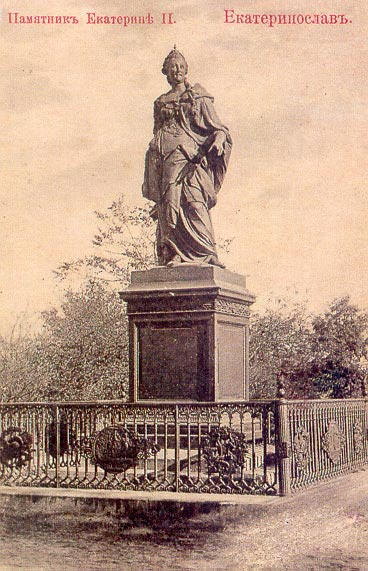
Колишній монумент Катерині II в місті.

Монумент М. В. Ломоносову в місті Дніпрі виник практично випадково. За часів Російської імперії в місті навпроти тодішнього Вищого Катеринославського гірничого училища створили монумент на честь імператриці Катерини II. Імператриця простояла до буремного 1919 року.
Революційно-руйнівно налаштоване студентство 1919 року стягло з постаменту й завалило скульптуру. Відомо, що 1942 року непотрібну місту фігуру нацистські окупанти вивезли в Німеччину. В повоєнні роки постамент стояв пусткою. 1971 року на порожній постамент встановили фігуру російського науковця Михайла Ломоносова, котрий займався і проблемами мінералогії, хоча не мав стосунку до Дніпра.
6 січня 2023 року пам'ятник демонтовано у межах дерусифікації, що розпочалася після початку широкомасштабного російського вторгнення в Україну.

## Галерея

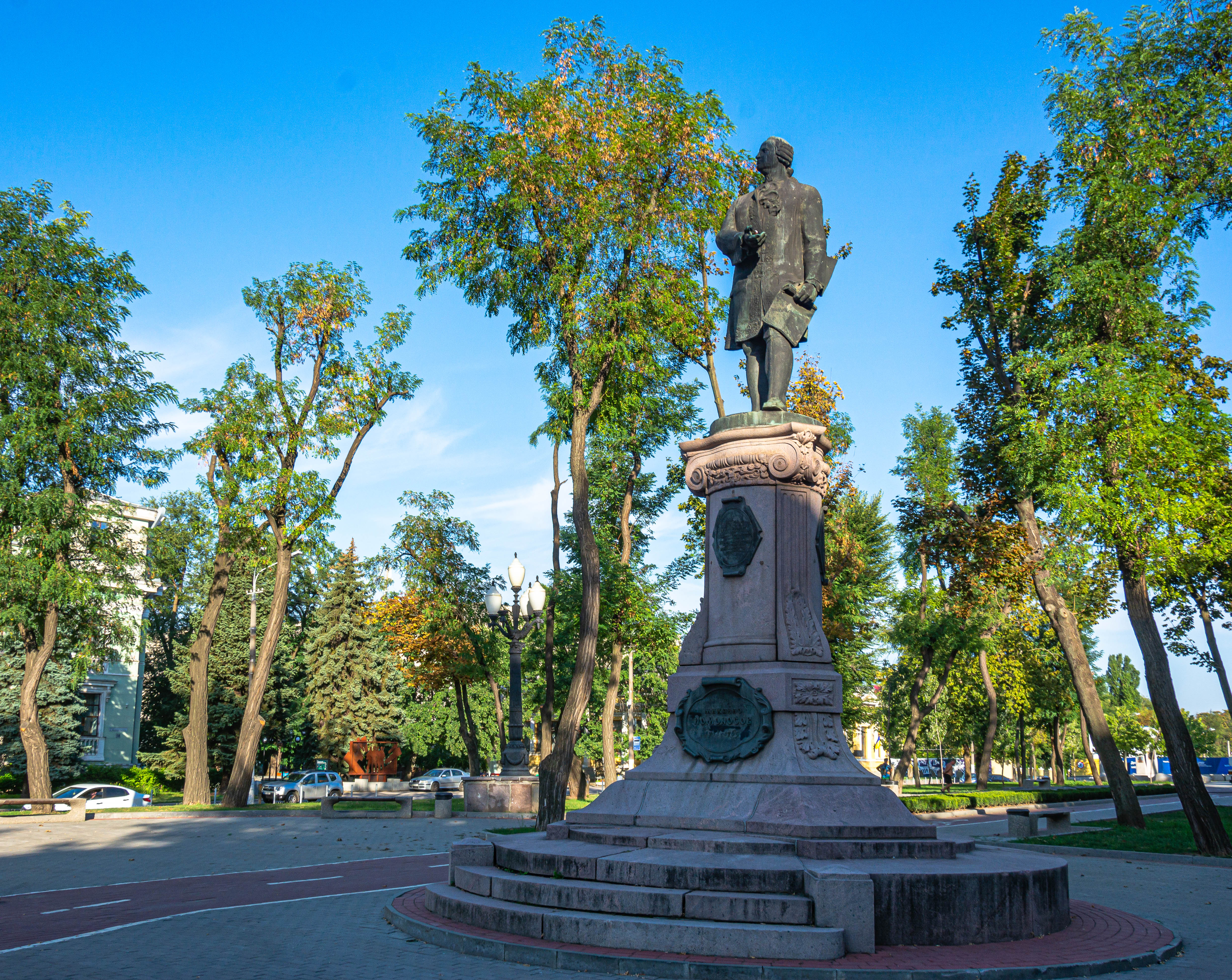
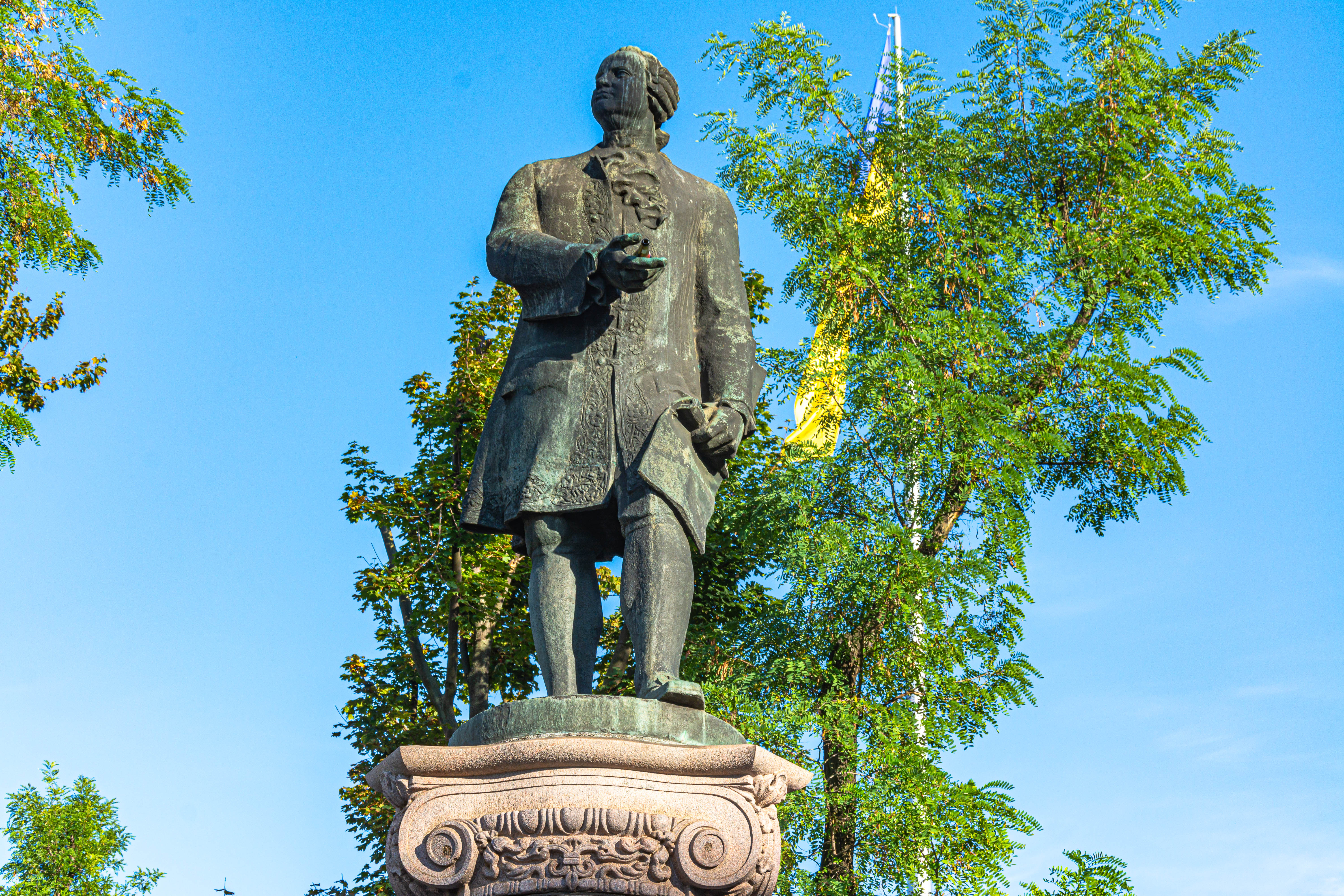
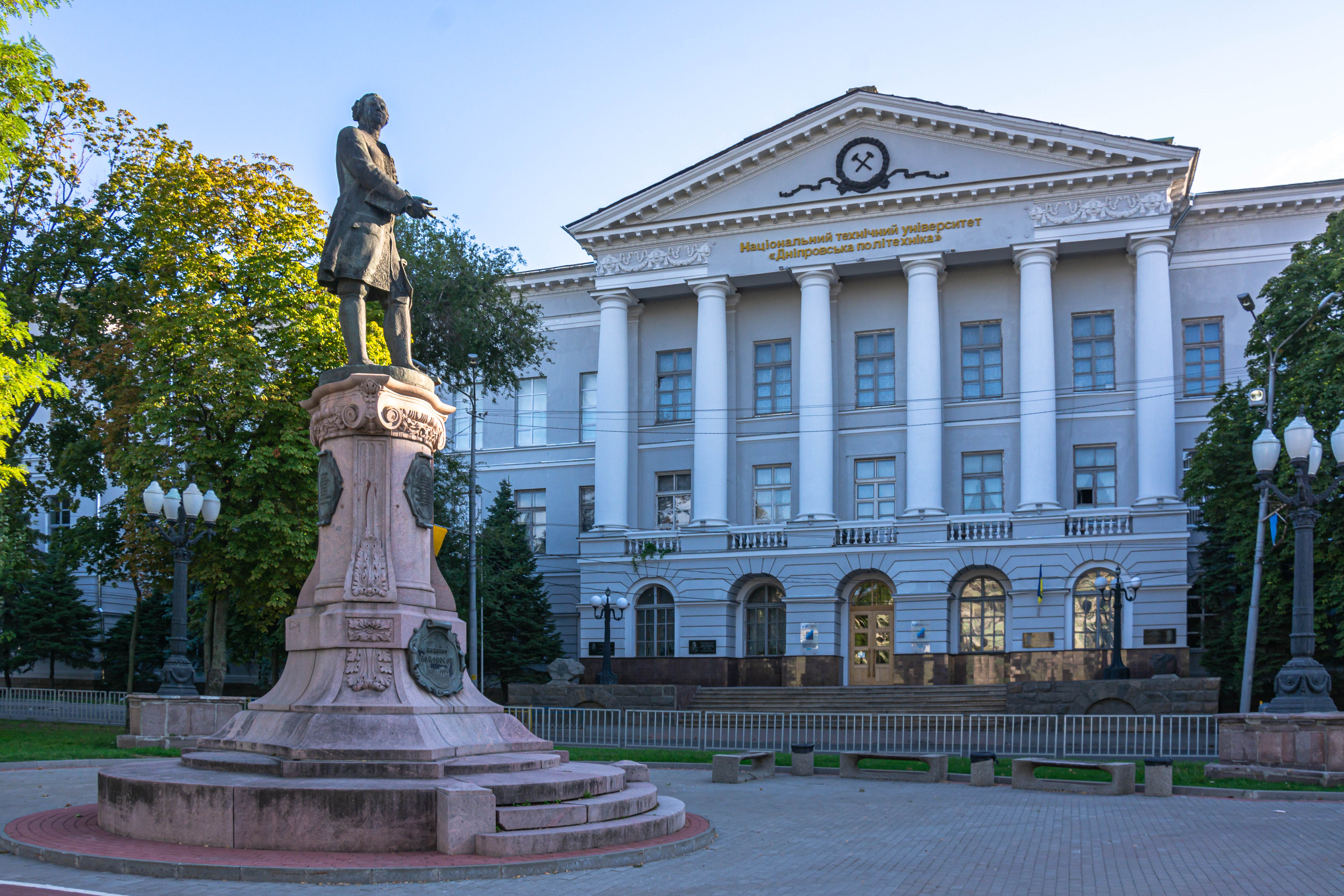